# Rudolf Pietsch
Rudolf „Rudi“ Pietsch (* 17. Oktober 1951 in Wien; † 5. Februar 2020 in Krems an der Donau) war ein österreichischer Musiker und Musikwissenschaftler.

## Leben
Rudolf Pietsch studierte an der Universität für Musik und darstellende Kunst Wien (mdw) Musikerziehung. Sein Doktoratsstudium schloss er mit einer Dissertation über Musik bei ausgewanderten Burgenländern in den USA ab. Seit 1988 war er Assistenzprofessor an der mdw. 2011 bis 2016 war er stellvertretender Leiter des Instituts für Volksmusikforschung und Ethnomusikologie.
Pietsch war immer auch selbst als Musikant (Violine, Blockflöte) tätig. 1974 gründete Rudi Pietsch gemeinsam mit Kollegen von der Musikhochschule das „Heanznquartett“. Der Instrumentensammler war auch langjähriger musikalischer Leiter der Formation „Die Tanzgeiger“.
Instrumente und Noten aus dem Nachlass Pietschs wurden im Februar 2025 im Rahmen eines „Hausflohmarktes“ verramscht.
Pietsch war Vater zweier Töchter und zuletzt mit der Steiner Gastronomin Margit Werner-Pietsch verheiratet.

## Auszeichnungen
- 2012: Würdigungspreis des Niederösterreichischen Kulturpreises in der Sparte "Volkskultur und Kulturinitiativen"
- 2012: Tobi-Reiser-Preis[5].
- 2016: Verdienstmedaille in Gold der Universität für Musik und darstellende Kunst Wien[6].